# Nidularium
Genre
Classification APG II (2003)
Nidularium est un genre de plantes de la famille botanique des Bromeliaceae, sous-famille des Bromelioideae, endémique du Brésil.

## Espèces
- Nidularium albiflorum (L.B. Smith) Lem
- Nidularium altimontanum Lem.
- Nidularium alvimii W. Weber
- Nidularium amazonicum (Baker) Linden & E. Morren ex Lindman
- Nidularium amorimii Lem.
- Nidularium angustibracteatum Lem.
- Nidularium angustifolium Ule
- Nidularium antoineanum Wawra
- Nidularium apiculatum L.B. Smith
  - var. serrulatum L.B. Smith
- Nidularium atalaiaense E. Pereira & Leme
- Nidularium azureum (L.B. Smith) Lem
- Nidularium bicolor (E. Pereira) Lem
- Nidularium billbergioides  (Schult. & Schult.f.) L.B.Sm.
- Nidularium bocainensis  Leme
- Nidularium burchellii  (Baker) Mez
- Nidularium campo-alegrense Lem.
- Nidularium campos-portoi (L.B. Smith) Wanderley & B.A. Moreira
  - var. robustum (E. Pereira & I.A. Penna) Lem
- Nidularium cariacicaense (W. Weber) Lem
- Nidularium catarinense Lem.
- Nidularium corallinum (Lem.) Lem.
- Nidularium espiritosantense Lem.
- Nidularium ferdinando-coburgii Wawra
- Nidularium ferrugineum Lem.
- Nidularium fradense Lem.
- Nidularium fulgens Lem.
- Nidularium innocentii Lem.
  - var. lineatum (Mez) L.B. Smith
  - var. striatum (W. Bull) Wittmack
- Nidularium itatiaiae L.B. Smith
- Nidularium jonesianum Lem.
- Nidularium kautskyanum Lem.
- Nidularium krisgreeniae Lem.
- Nidularium linehamii Lem.
- Nidularium longiflorum Ule
- Nidularium mangaratibense Lem.
- Nidularium marigoi Lem.
- Nidularium meeanum Lem, Wanderley & Mollo
- Nidularium minutum Mez
- Nidularium organense Lem.
- Nidularium picinguabense Lem.
- Nidularium procerum Lindman
- Nidularium purpureum Beer
- Nidularium rosulatum Ule
- Nidularium rubens Mez
- Nidularium rutilans E. Morren
- Nidularium scheremetiewii Regel
- Nidularium serratum Lem.
- Nidularium utriculosum Ule
- Nidularium viridipetalum Lem.